# Joaquín Miquel

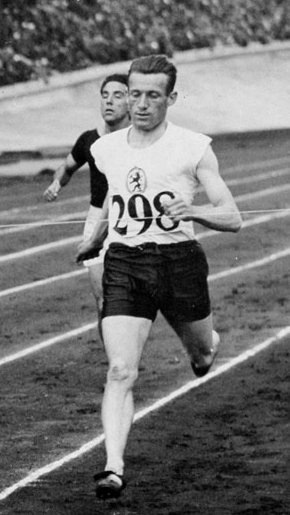
Joaquín Miguel em 1928 em Amsterdam

Joaquín Miquel Casas (1903–1929) foi um atleta espanhol. Ele competiu nos Jogos Olímpicos de Verão de 1924 nos 3000 m e nos 5000 m e nos Jogos Olímpicos de 1928 nas provas de 400 m e 800 m, mas não conseguiu chegar às finais.